# Saputra Adi Ricky Fajar
Saputra Adi Ricky Fajar (ur. 1 listopada 1990) – indonezyjski zapaśnik w stylu wolnym. 
Zajął czternaste miejsce na igrzyskach azjatyckich w 2010. Jedenasty na mistrzostwach Azji w 2009. Srebrny medalista igrzysk Azji Południowo-Wschodniej w 2007, 2009 i 2013 roku.